# PubChem
PubChem es una base de datos de moléculas. Es un sistema operado y mantenido por el National Center for Biotechnology Information (NCBI), parte de la National Library of Medicine, parte a su vez de los National Institutes of Health estadounidenses. Se puede consultar gratuitamente a través de internet, además de poder descargar los datos de millones de estructuras vía FTP. La mayoría de moléculas listadas en PubChem tienen un peso molecular inferior a 2000 uma. La American Chemical Society intentó restringir sus actividades, alegando que competían con su Chemical Abstracts Service. Más de 50 proveedores de bases de datos contribuyen al crecimiento de PubChem.

## Bases de datos
PubChem contiene tres bases de datos primarias, en continuo crecimiento:

### Compuestos
Con 10.2 millones de entradas, compuestos puros y mezclas. 
(Más información en )

### Sustancias
Cerca de 15.5 millones de entradas, contiene mezclas, extractos, complejos y sustancias no caracterizadas. 
(Más información en )

### Bioactividad
- BioAssay, resultados de bioactividad de 337 ensayos high throughput screening, con varios millones de entradas.

(Más información en )

## Búsquedas
Se puede buscar en la base de datos mediante numerosos parámetros, incluyendo la estructura química, nombre de los fragmentos, fórmula química, peso molecular, XLogP y el número de enlaces de hidrógeno dadores y aceptores.
Tiene un sistema propio de edición de moléculas basado en SMILES/SMARTS y soporte de InChI que permite la importación y exportación de los formatos químicos más comunes para buscar estructuras y fragmentos.
Cada resultado contiene información sobre sinónimos, propiedades químicas (incluyendo las cadenas SMILES e InChI), bioactividad y enlaces a compuestos relacionados estructuralmente, además de enlaces a otras bases de datos del NCBI, como PubMed.
Se puede buscar a partir de diferentes parámetros incluyéndolos dentro de corchetes. Se representa un rango numérico a partir de dos números separados con dos puntos (:). Los términos de búsqueda no distinguen mayúsculas de minúsculas. Se admiten paréntesis y operadores lógicos, como AND, OR y NOT. Si no se especifica ninguno se asume AND.
Ejemplo:
```
0:500[mw] 0:5[hbdc] 0:10[hbac] -5:5[logp]
```

## Campos de la base de datos
| Números de identificación   |                                                  |                            |
| •                           | Número de identificación en la BBDD              | [UID]                      |
| •                           | Número de identificación de sustancia            | [SID]                      |
| •                           | Número de identificación de compuesto            | [CID]                      |
| •                           | Número de identificación BioAssay                | [BAID], [AID]              |
| General                     |                                                  |                            |
| •                           | Cualquier campo de la BBDD                       | [ALL]                      |
| •                           | Comentario                                       | [CMT]                      |
| •                           | Fecha de alta                                    | [DDAT], [DEPDAT]           |
| •                           | ID externo del que dio el alta                   | [SRID], [SRCID]            |
| •                           | Nombre de la fuente                              | [SRC], [SRCNAM], [SRCNAME] |
| •                           | Fecha de publicación de la fuente                | [SRD], [SRDAT], [RLSDAT]   |
| •                           | Término Medical Subject Heading (MeSH)           | [MSHT], [MESHT]            |
| •                           | Nodo del árbol MeSH                              | [MSHN], [MESHTN]           |
| •                           | Acciones farmacológicas MeSH                     | [PHMA], [PHARMA]           |
| Propiedades de la sustancia |                                                  |                            |
| •                           | Sinónimos                                        | [SYNO]                     |
| •                           | Nombre IUPAC                                     | [UPAC], [IUPAC]            |
| •                           | Identificador Químico Internacional (InChI)      | [INCHI]                    |
| •                           | Peso molecular                                   | [MW], [MWT], [MOLWT]       |
| •                           | Elemento                                         | [ELMT], [EL]               |
| •                           | Átomos no de hidrógeno                           | [HAC], [HACNT]             |
| •                           | Número de isótopos                               | [IAC], [IACNT]             |
| •                           | Carga formal total                               | [TFC], [CHG], [CHRG]       |
| •                           | Número de átomos quirales                        | [ACC], [ACCNT]             |
| •                           | Número de átomos quirales de un determinado tipo | [ACDC], [ACDCNT]           |
| •                           | Número de átomos quirales no definidos           | [ACUC], [ACUCNT]           |
| •                           | Número de aceptores de puente de hidrógeno       | [HBAC], [HBACNT]           |
| •                           | Número de dadores de puente de hidrógeno         | [HBDC], [HBDCNT]           |
| •                           | Número de tautómeros                             | [TC], [TCNT], [TTMC]       |
| •                           | Número de enlaces rotatorios                     | [RBC], [RBCNT]             |
| •                           | XLogP                                            | [XLGP], [LOGP]             |
| Propiedades del compuesto   |                                                  |                            |
| •                           | Sinónimos del compuesto                          | [CSYN], [CSYNO]            |
| •                           | Número de componentes                            | [CC], [CCNT]               |
| •                           | Número de enlaces covalentes                     | [CUC], [CUCNT]             |
| •                           | Número de bioactividad                           | [TAC]                      |